# جائزة غولدن غلوب لأفضل موسيقى تصويرية

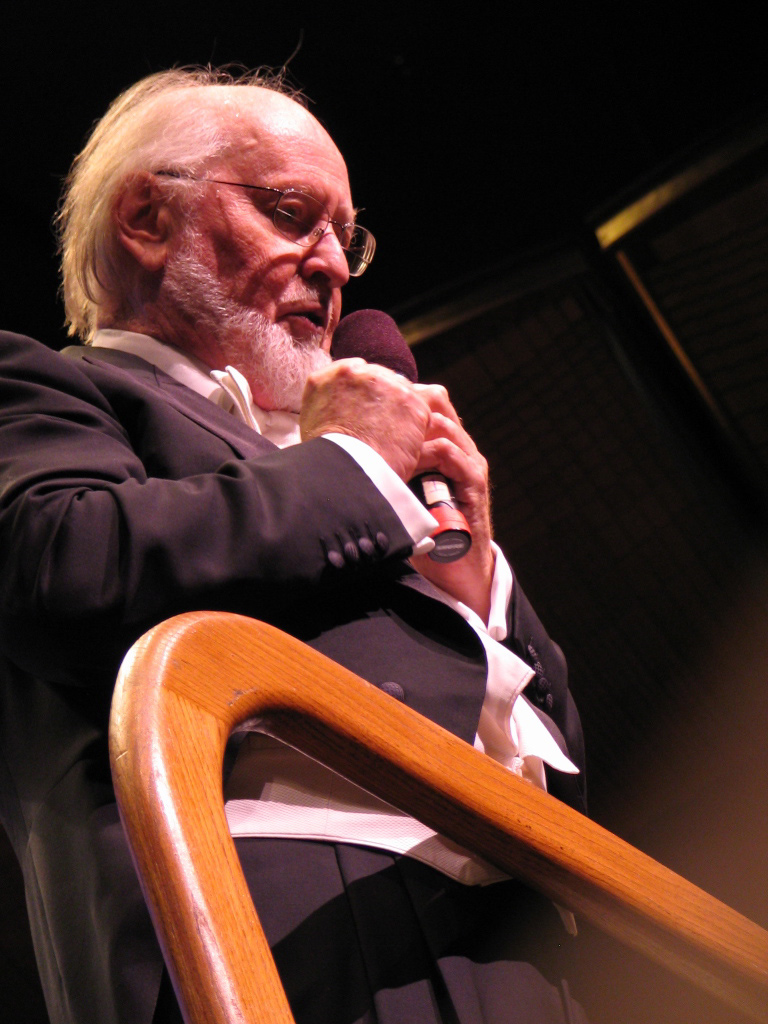
جون ويليامز تلقى أكثر الترشيحات (25) وأغلب الفوز (4 مع ديميتري توامكين).

جائزة غولدن غلوب لأفضل موسيقى تصويرية هي واحدة من الجوائز التي تمنحها رابطة هوليوود للصحافة الأجنبية لأفضل موسيقى مخصصة لفيلم سينمائي. الجائزة تمنح سنوياً منذ العام 1974، باستثناء الأعوام من 1953 إلى 1958. أول جائزة منحت إلى الملحن ماكس شتاينر لعمله على فيلم الحياة مع الأب.